# 襄公 (魯)
襄公（じょうこう）は、魯の第23代君主。名は午。成公の子。

## 生涯
成公18年（紀元前573年）、成公が薨去すると、3歳の姫午が君主の位についた。これが魯の襄公である。襄公は季孫行父を丞相として、魯国の安定をはかった。襄公5年（紀元前568年）、大臣の季孫行父が死去したとき、季孫行父は薄葬をもって葬儀を進めるよう遺言しており、襄公はこれに感動して季孫行父を廉吏とたたえ、季孫行父の諡号を「文」（季文子）とした。
襄公21年（紀元前552年）、襄公は自ら晋の平公のもとに朝拝した。襄公31年（紀元前542年）6月、薨去。太子の姫野が即位した。

## 家族
父
- 成公姫黒肱

母
- 定姒

妻
- 敬帰
- 斉帰

子
- 姫野
- 昭公姫稠
- 定公姫宋